# Heroes of Might and Magic III: The Shadow of Death
A Heroes of Might and Magic III: Shadow of Death a második kiegészítője a Heroes of Might and Magic III: The Restoration of Erathia című játéknak, mely 2000-ben jelent meg. Fejlesztője a New World Computing, kiadója a 3DO. Ellentétben az Armageddon's Blade-del, telepítéséhez nem szükséges az alapjáték megléte.

## Változások
A kiegészítőben kapunk hét, egyenként változtatható nehézségű kampányt. Tizenkét új varázstárgy, kisebb erőviszony-kiegyenlítés és nyolc új tereptípus is bekerült a játékba. Ez utóbbiak befolyásolással vannak a hősök moráljára, szerencséjére, és varázslóképességükre. A frakciókat lényegében változatlanul hagyták. A hősök most már egyszerre öt varázstárgy viselésére képesek, melyek bizonyos körülmények között összeilleszthetők, hatalmas erőt képviselve ezzel. A pályaszerkesztő is átalakításon esett át: új képek kerültek be a hősökhöz és kisebb kényelmi funkciókat is bevetettek.
Érdekesség, hogy az Armageddon's Blade újításai is benne vannak a játékban, azok viszont csak akkor jelennek meg, ha az a kiegészítő is telepítve van. Néhány szemfüles játékos azonban észrevette, hogy a program csak bizonyos fájlok jelenlétét vizsgálja ezek aktiválásakor, a tartalmukat nem, így hamis fájlokkal tették elérhetővé az újdonságokat.

## Történet
A játék az előzménye az alap Heroes III-nak és a Might and Magic VI-nak egyaránt. Sandro, a nekromanta Antagarich kontinensére jön, hogy egyesítsen két nagyhatalmú varázstárgyat. Varázslat segítségével élő ember alakját veszi fel, hogy elrejtőzzön. Először meggyőzi Gemet, a varázslót, és Crag Hack-et, a barbárt, hogy jutalom ellenében kerítsék elő neki a két varázstárgy darabjait. Ők nem is gyanítják, hogy a nekromanta mire készül. Az egyesített darabokból végül elkészül az Élőhalott Király Köpenye és a Kárhozottak Páncélja. Ezek segítségével Sandro könnyűszerrel legyőzi egykori mesterét, Ethricet, majd betör Deyjába, ahol Finneas Vilmar személyében bábkirályt nevez ki. Ezután az egész kontinens meghódításáról álmodozik.
Gem, Crag Hack, valamint két új hős, Gelu és Yog ellenállást szerveznek. Ám Sandro rajtuk üt és menekülniük kell. Ezután az Angyali Szövetség nevű kard darabjainak keresésére indulnak a hősök - az egyetlen varázstárgyéra, amely megállíthatja a nekromantát. Annak rendje és módja szerint győznek, és Sandro varázstárgyait ismét darabokra szedik, hogy elrejthessék őket. Gelut megválasztják az erdei őrség kapitányának, a hősök pedig a varázstárgyak darabjait ismét elrejtik.
A bónusz küldetéssorozatban Sandro menekülését követhetjük nyomon. Ezúttal Erathia elleni inváziót tervez. Megmérgezi Gryphonheart királyt, majd szövetséget hoz létre Deyja, a Kreeganek és Nighon között. Ironikus módon azonban végül Finneas Vilmaar, a saját bábkirálya börtönzi be, hogy maga vezethesse a támadást Erathia ellen.

## Fogadtatás
A játék többnyire pozitív fogadtatásban részesült. Dicséret illette a térképszerkesztő kényelmi újításait és hogy nem szükséges az alapjáték megléte, viszont kritizálták, hogy szinte semmi érdemleges újdonság nem került bele.

## Fordítás
- Ez a szócikk részben vagy egészben  a   Heroes of Might and Magic III: The Shadow of Death című angol Wikipédia-szócikk ezen változatának fordításán alapul.  Az eredeti cikk szerkesztőit annak laptörténete sorolja fel. Ez a jelzés csupán a megfogalmazás eredetét és a szerzői jogokat jelzi, nem szolgál a cikkben szereplő információk forrásmegjelöléseként.